# Hermannrode
Hermannrode is een dorp in de gemeente Neu-Eichenberg in het Werra-Meißner-Kreis in 
Hessen in Duitsland. Hermannrode ligt aan de Uerdinger Linie, in het traditionele Nederduitse gebied.  
Hermannrode ligt tussen Friedland en Gertenbach. Tot 1971 was Hermannrode was een zelfstandige gemeente.